# Горошилов, Николай Константинович
Николай Константинович Горошилов (род. 28 июля 1984, Лосино-Петровский, Щёлково (городской округ)) — российский регбист, Мастер спорта России, главный тренер команды «ВВА-Подмосковье» (дубль).

## Биография

### Клубная карьера
Регби начал заниматься в 10 лет. Первый тренер — Дмитрий Владимирович Сафонов. В начале карьеры выступал за РК «Динамо» (Москва) (2006—2008). С 2008 по 2010 год играл в РК «Юг» (с 2012 года — РК «Кубань» (Краснодар)). В команду ВВА-Подмосковье пришёл в 2011 году. Вместе с командой Николай завоевал множество российских наград. Карьеру игрока завершил в 2018 году.

### Тренерская карьера
В 2019 году был назначен главным тренером дублирующего состава команды ВВА-Подмосковье. В Кубке России по регби-7 2019 команда заняла 3 место.

## Достижения
- Бронзовый призёр Чемпионата России по регби — 8 раз (2011—2018)
- Чемпион России по регби-7 — 2 раза (2012, 2018)
- Обладатель Кубка России по регби-7 — 2 раза (2014, 2016)
- Бронзовый призёр Чемпионата Европы по регби-7 — 2 раза (2010, 2014)